# Юкипа (град, Калифорния)
Юкипа (на английски: Yucaipa) е град в окръг Сан Бернардино, щата Калифорния, САЩ. Юкипа е с население от 41207 жители (2000) и обща площ от 71,9 km². Намира се на 798 m надморска височина. ЗИП кодовете му са 92399, а телефонният му код е 909.